# Natalia Alfaro
Natalia Alfaro Paniagua (8 de abril de 1987) é uma jogadora de vôlei de praia costa-riquenha.

## Carreira
Nos Jogos Olímpicos de Verão de 2016 ela representou  seu país ao lado de Karen Cope, caindo na fase de grupos.